# Лунь юй

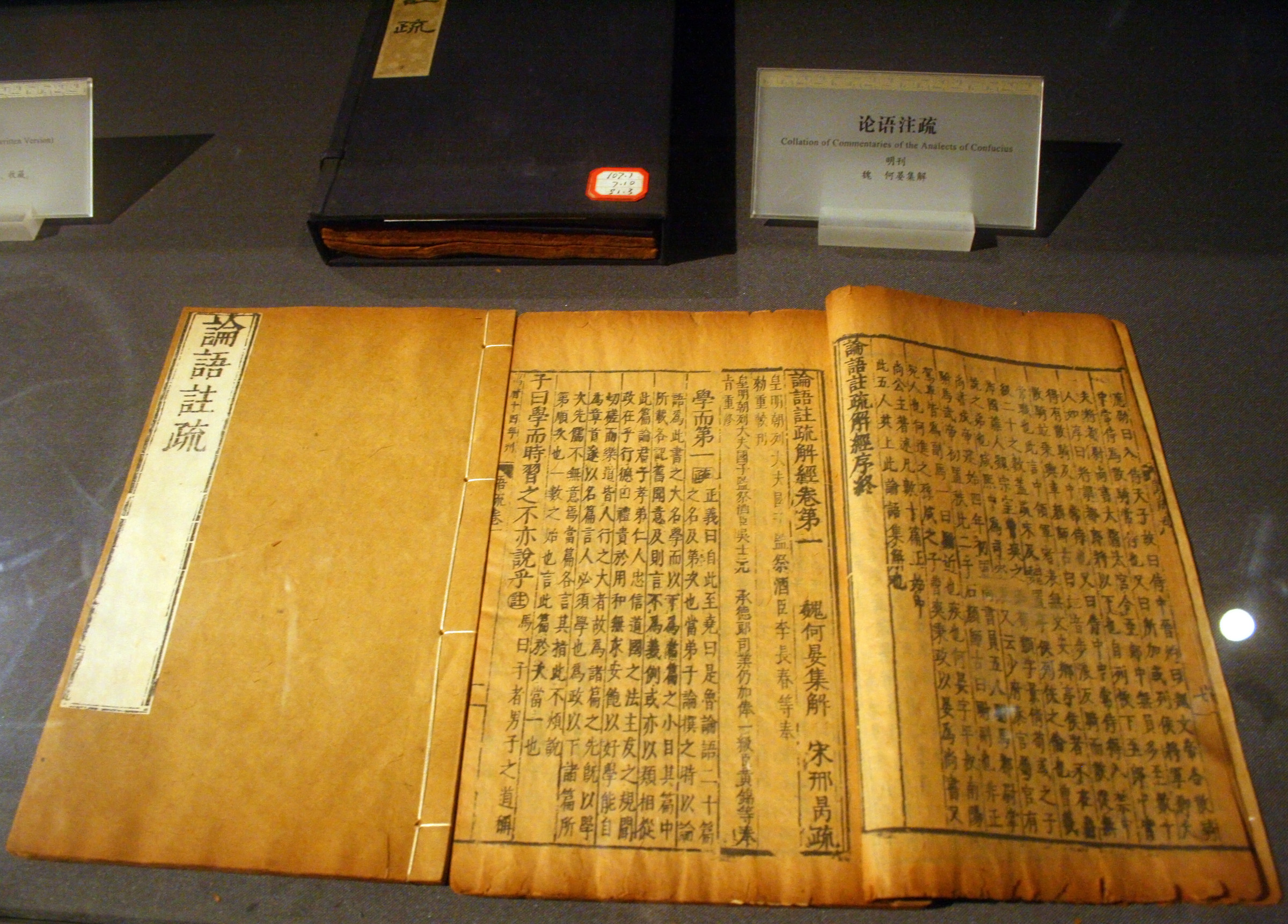
«Бесіди і судження» у виданні із коментарем Чжу Сі (1130—1200)

«Бесіди і судження» (кит. трад. 論語, спр. 论语, піньїнь: Lún Yǔ, акад. Лунь Юй, англ. Analects of Confucius), також відомі як Аналекти Конфуція або Лунь Юй — головна книга конфуціанства, найзнаменитіший текст Східноазійського культурного регіону. Складова конфуціанського Чотирикнижжя. Написана давньокитайською мовою учнями Конфуція (551—479 до н. е.) з коротких нотаток, які фіксують висловлювання, вчинки вчителя, а також діалоги з його участю. Складається з двадцяти частин. Упорядковувалася після смерті Конфуція близько 230 років, 479—249 до н. е.. Традиційно вважається, що вона була складена та написана послідовниками Конфуція. Вважається, що вона була написана в період Воюючих царств (475—221 рр. до н. е.) і досягла своєї остаточної форми під час середини династії Хань (206 р. до н. е.–220 рр. н. е.). До ранньої династії Хань Аналекти вважалися просто «коментарем» до п'яти класичних книг, але до кінця тієї династії статус Аналектів став одним із центральних текстів конфуціанства.
Гномічний характер більшості з висловлювань спричинив розвиток багатої коментаторської традиції, а також суттєві відмінності у перекладах іншими мовами. Одна з найшанованіших класичних книг. Його цитування напам'ять було обов'язковою вимогою китайської класичної освіти.

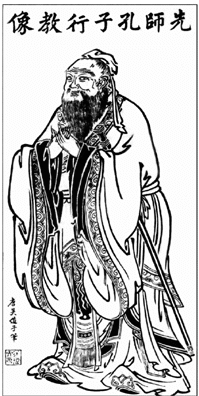
Портрет Конфуція, який читає лекцію

Під час пізньої династії Сун (960—1279 рр. н. е.) важливість Аналектів як китайської філософської праці була піднята вище, ніж важливість старших п'яти класичних творів, і їх визнали однією з «Чотирьох книг». «Аналекти» були однією з найбільш читаних і досліджуваних книг у Китаї протягом останніх 2000 років і продовжують справляти значний вплив на думку та цінності Китаю та Східної Азії сьогодні.
Конфуцій вважав, що добробут країни залежить від морального розвитку її народу, починаючи з лідерства нації. Він вважав, що люди можуть почати розвивати всеохоплююче почуття чесноти через ren, і що основним кроком до культивування ren є відданість своїм батькам і старшим братам і сестрам. Він навчав, що індивідуальні бажання не потрібно пригнічувати, але що людей слід навчати узгоджувати свої бажання за допомогою ритуалів і форм пристойності, за допомогою яких люди можуть продемонструвати свою повагу до інших і свою відповідальну роль у суспільстві.
Конфуцій вчив, що почуття чесноти правителя є його головною передумовою лідерства. Його основною метою у навчанні своїх учнів було виховати етично освічених людей, які трималися б серйозно, говорили правильно та демонстрували неперевершену чесність у всьому.

## Історія

### Створення тексту
За словами Пан Гу, який писав у Книзі Хань, Аналекти виникли як окремі записи, збережені учнями Конфуція про розмови між Майстром і ними, які потім були зібрані та спільно відредаговані учнями після смерті Конфуція в 479 році до нашої ери. Тому твір називається Лунью, що означає «відредаговані бесіди» або «вибрані промови» (тобто аналекти).  Це в цілому формує традиційний опис генезису праці, прийнятий пізнішими поколіннями вчених, наприклад, неоконфуціанський вчений династії Сун Чжу Сі заявив, що Аналектице записи учнів Конфуція в першому та другому поколінні.
Ця традиційна точка зору була оскаржена китайськими, японськими та західними вченими. Філолог династії Цін Цуй Шу стверджував на лінгвістичній основі, що останні п'ять книг були написані набагато пізніше, ніж решта праці. Іто Джінсай стверджував, що через відмінності, які він бачив у моделях мови та змісті аналектів, слід проводити різницю в авторстві між «верхніми аналектами» (книги 1–10) і «нижчими аналектами» (книги 11–20). Артур Уейлі припустив, що Книги 3–9 являють собою найперші частини книги. Е. Брюс Брукс і А. Таеко Брукс переглянули попередні теорії створення розділів і створили «теорію чотирьох шарів» тексту. Зараз багато сучасних вчених вважають, що робота складалася протягом приблизно двохсот років, десь у період Воюючих царств (476—221 рр. до н. е.), при цьому деякі ставлять під сумнів автентичність деяких висловів.  Через те, що жодного рукопису, датованого приблизно 70 роком до н. е., не було виявлено, а також тому, що Аналекти не згадувалися за назвою в жодному існуючому джерелі до ранньої династії Хань, деякі вчені запропонували дати аж до 140 року до н. остаточне складання тексту.

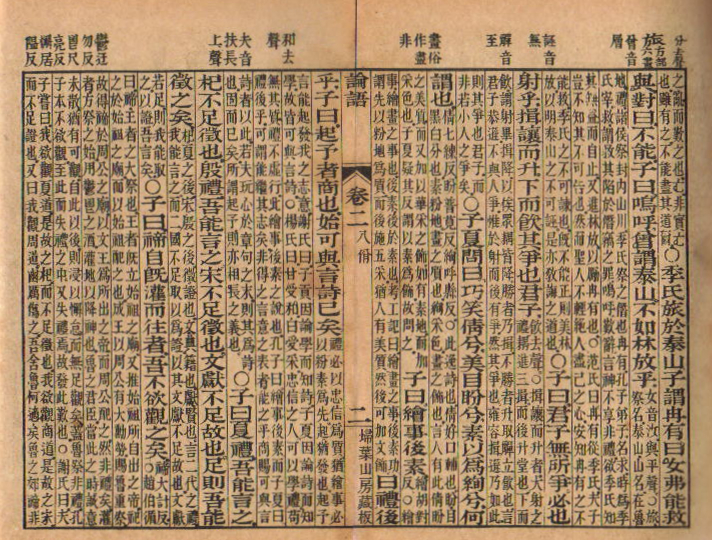
Аналекти Конфуція, з Östasiatiska Museet, Стокгольм

Незалежно від того, наскільки раннім існував текст Аналектів , більшість дослідників вважають, що до ранньої династії Хань (206 р. до н. е. — 220 р. н. е.) книга була широко відома й передана Китаєм у переважно повному вигляді, і що книга набула свого остаточного вигляду., завершена форма під час династії Хань. Проте письменник династії Хань Ван Чонг стверджував, що всі копії Аналектів , які існували за династії Хань, були неповними і становили лише частину значно більшої праці.  Це підтверджується тим фактом, що в період Воюючих царств існувала більша колекція вчень Конфуція, ніж збереглася безпосередньо в аналектах: 75 % висловів Конфуція, цитованих його учнем у другому поколінні, Мен-цзи, не існують в отриманому тексті Аналектів.

### Версії
За словами дослідника династії Хань Лю Сяна, на початку династії Хань існувало дві версії аналектів: «версія Лу» та «версія Ці». Версія Lu містила двадцять розділів, а версія Qi містила двадцять два розділи, включаючи два розділи, яких немає у версії Lu. З двадцяти розділів, спільних для обох версій, у версії Лу було більше уривків. Кожна версія мала своїх майстрів, школи та передавачі.
Під час правління імператора Цзін Хань (правління 157—141 рр. до н. е.) третю версію (версію «Старого тексту») було виявлено захованою в стіні будинку, який тоді вважався Конфуцієм, коли будинок був у процесі будівництва. був знищений королем Лу Гун (153—128 рр. до н. е.), щоб розширити королівський палац. Нова версія не містила двох додаткових розділів, знайдених у версії Qi, але вона розділила одну главу, знайдену у версіях Lu та Qi, на дві, тому в ній було двадцять один розділ, а порядок розділів був іншим.
Стара текстова версія отримала свою назву через те, що вона була написана літерами, які не використовувалися з раннього періоду Воюючих царств (тобто до 221 р. до н. е.), коли вважалося, що вона була прихованою.  Згідно з дослідником династії Хань Хуан Таном, стара версія тексту мала чотириста символів, що відрізнялися від версії Лу (на якій в основному базується отриманий текст аналектів ), і вона серйозно відрізнялася від версії Лу на двадцять символів. сім місць. З цих двадцяти семи відмінностей отриманий текст лише в двох місцях узгоджується зі старою текстовою версією.
Понад століття потому викладач Аналектів для імператора Чена з Хань Чжан Юй (пом. 5 р. до н. е.) синтезував версії Лу та Ці, взявши версію Лу за авторитетну та вибірково додавши розділи з версії Ци, і створив складений текст аналектів , відомий як «Чжан Хоу Лунь». Цей текст був визнаний сучасниками Чжан Юя та наступними ханьськими вченими як вищий за будь-яку окрему версію, і це текст, який сьогодні визнається аналектами .  Сьогодні не існує повних копій ані версії Лу, ані старої текстової версії Аналектів [ хоча фрагменти старої текстової версії були виявлені в Дуньхуані.  Версія Qi була втрачена протягом приблизно 1800 років, але знову була знайдена під час розкопок гробниці маркіза Хайхуна в 2011 році.
До кінця двадцятого сторіччя найдавніша наявна копія Аналектів, відома вченим, була знайдена в «Кам'яній класиці епохи Сіньпін», копії конфуціанської класики, написаній на камені в старій столиці династії Східної Хань Лояні близько 175 року нашої ери. З тих пір археологи виявили дві рукописні копії Аналектів, які були написані приблизно в 50 році до нашої ери, за часів династії Західна Хань. Вони відомі як «Аналекти Дінчжоу» та «Аналекти Пхеньяну» за розташуванням гробниць, у яких вони були знайдені. Аналекти Дінчжоу були виявлені в 1973 році, але транскрипція їх змісту не була опублікована до 1997 року. Пхеньян Analects було виявлено в 1992 році. Академічний доступ до Пхеньянських аналектів був сильно обмежений, і жодне академічне дослідження не було опубліковано до 2009 року.
Dingzhou Analects було пошкоджено під час пожежі незабаром після того, як його поховали в династії Хань. Він був додатково пошкоджений під час землетрусу незабаром після того, як його відновили, і вцілілий текст трохи менше половини отриманого тексту Аналектів. З тих розділів, які збереглися, Дінчжоуські аналекти коротші, ніж отримані аналекти, що означає, що текст Дінчжоуських аналектів все ще перебував у процесі розширення, коли Дінчжоуські аналекти були поховані. Були докази того, що «доповнення» могли бути зроблені до рукопису після того, як він був завершений, вказуючи на те, що автор міг знати принаймні ще одну версіюАналітики та включені «зайві» матеріали для повноти.
Зміст Пхеньянських аналектів подібний до Дінчжоуських аналектів. Через секретність та ізоляціонізм уряду Північної Кореї міжнародним вченим було надано лише дуже побіжне дослідження, а його зміст не повністю відомий за межами Північної Кореї. Вчені не дійшли згоди щодо того, чи відображають аналекти Дінчжоу чи Пхеньянський аналекти версію Лу, версію Ці, стару текстову версію чи іншу версію, яка була незалежною від цих трьох традицій.
На сьогоднішній день найдавнішим рукописом Аналектів, що зберігся, є тексти, знайдені в гробниці Хайхуньхоу в 2011 році; аналекти Хайхунхоу «розповсюджувалися принаймні за сімнадцять років» до аналектів Дінчжоу та Пхеньяну.

### Важливість у конфуціанстві
Протягом більшої частини періоду Хань Аналекти не вважалися одним із основних текстів конфуціанства. Під час правління Хань Уді (141–87 рр. до н. е.), коли китайський уряд почав сприяти конфуціанству, уряд вважав канонічними лише п'ять класичних книг (цзин). Їх вважали конфуціанськими, оскільки вважалося, що Конфуцій частково написав, відредагував та/або передав їх. Аналекти вважалися другорядними, оскільки вважалося, що це лише збірка усних «коментарів» Конфуція (чжуань) до п'яти класичних книг.
Політичне значення та популярність Конфуція та конфуціанства зростали протягом династії Хань, і в Східній Хань «Аналекти» широко читали школярі та всі, хто прагнув до грамотності, і часто читали перед самими п'ятьма класиками. Під час Східної Хань спадкоємцю надавали вчителя спеціально для навчання аналектам. Зростання важливості Аналектів було визнано, коли П'ять Класичних книг було розширено до «Семи Класичних»: П'ять Класичних творів плюс Аналекти та Класика Синівської шанобливості, і його статус як одного з центральних текстів конфуціанства продовжував зростати до пізня династія Сун(960—1279), коли Чжу Сі її ідентифікували та пропагували як одну з Чотирьох книг і загалом визнали більш проникливою, ніж старіші П'ять класичних творів.
Стиль написання «Аналектів» також надихав майбутніх конфуціанських письменників. Наприклад, «Пояснення середнього» (中说) письменника династії Суй Ван Дуна  було навмисне написано, щоб наслідувати стиль аналектів , практики, яку хвалив філософ династії Мін Ван Янмін.

### Коментарі

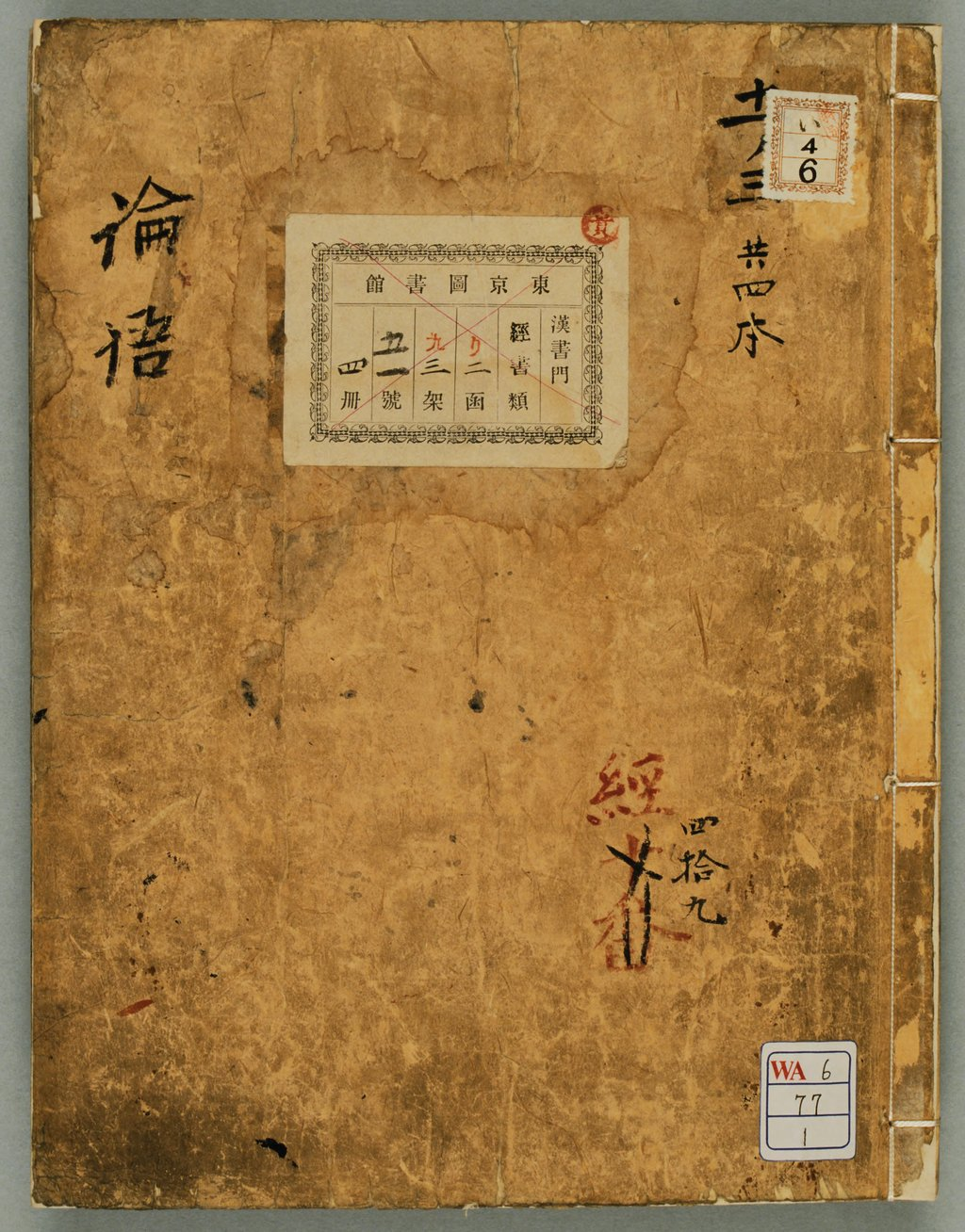
Копія коментаря Хе Яня до « Аналектів» із додатковим коментарем Сін Бінга, надрукованого під час династії Мін

## Зміст
Існує дуже мало надійних джерел про Конфуція, окрім аналектів. Основна біографія, доступна історикам, міститься в «Шідзі» Сіма Цяня, але оскільки «Шідзі» містить велику кількість (можливо, легендарного) матеріалу, не підтвердженого збереженими джерелами, біографічний матеріал про Конфуція, знайдений в «Аналектах», робить « Аналекти», мабуть, найбільшою Достовірне джерело біографічних відомостей про Конфуція.  Конфуцій розглядав себе як «передавача» соціальних і політичних традицій, що походять з ранньої династії Чжоу (бл. 1000—800 рр. до н. е.), і стверджував, що нічого не започаткував (Analects7.1), але соціальні та політичні ідеали Конфуція не були популярними в його час.

### Соціальна філософія
Дискусії Конфуція про природу надприродного (Аналекти 3.12; 6.20; 11.11) вказують на його переконання, що хоча «привидів» і «духів» слід поважати, їх краще тримати на відстані. Натомість люди повинні засновувати свої цінності та соціальні ідеали на моральній філософії, традиції та природній любові до інших. Соціальна філософія Конфуція значною мірою залежала від культивування ren кожною людиною в спільноті.
Пізніші філософи-конфуціанці пояснювали ren як якість доброзичливості, подібно до англійських слів «гуманний», «альтруїстичний» або «доброзичливий», але з шістдесяти випадків, у яких Конфуцій обговорює ren в аналектах , дуже небагато мають ці пізніші значення. Натомість Конфуцій використовував термін ren, щоб описати надзвичайно загальний і всеохоплюючий стан чесноти, якого жодна з живих людей не досягла повністю. (Таке використання терміна ren характерне для аналектів.)
У Аналектах учні Конфуція часто просять Конфуція дати визначення рен і навести приклади людей, які його втілюють, але Конфуцій зазвичай непрямо відповідає на запитання своїх учнів, натомість пропонуючи ілюстрації та приклади поведінки, пов'язаної з рен, і пояснюючи, як людина могла досягти цього. Згідно з Конфуцієм, людина з добре розвиненим почуттям рен говорила б обережно і скромно (Аналекти 12.3); бути рішучим і твердим (Аналекти 12.20), сміливими (Аналекти 14.4), вільними від хвилювань, нещастя та незахищеності (Аналекти 14.4)9,28; 6.21); пом'якшити свої бажання і повернутися до пристойності (Аналекти 12.1); бути поважним, толерантним, старанним, надійним і добрим (Аналекти 17.6); і любити інших (Аналекти 12.22). Конфуцій визнав розчарування своїх послідовників тим, що він не дав їм більш вичерпного визначення рен, але запевнив їх, що він ділиться всім, чим міг (Аналекти 7.24).
Для Конфуція культивування рен передбачало приниження себе через скромність, уникаючи хитрої мови та затишних манер, які б створювали хибне враження про власний характер (Аналекти 1.3). Конфуцій сказав, що тих, хто культивував рен, можна вирізнити тим, що вони «прості в манері та повільні в розмові». Він вважав, що люди можуть розвинути своє почуття життя, дотримуючись перевернутого золотого правила: «Не роби іншим того, чого не хочеш, щоб робили тобі»; «Людина з ren, бажаючи утвердитися, допомагає іншим утвердитися; бажаючи досягти успіху сам, допомагає іншим досягти успіху» (Analects12.2; 6.28).
Конфуцій навчав, що здатність людей уявляти себе та проектувати себе на місця інших була вирішальною якістю для прагнення до морального самовдосконалення (Аналекти 4.15; див. також 5.12; 6.30; 15.24).  Конфуцій вважав прояв відданості своїм батькам і старшим братам і сестрам найпростішим і основним способом виховання дітей. (Аналекти 1.2).
Конфуцій вважав, що рен можуть найкраще розвивати ті, хто вже навчився самодисципліни, і що самодисципліни найкраще можна навчитися, практикуючи та розвиваючи своє розуміння лі : ритуалів і форм пристойності, за допомогою яких люди демонструють свою повагу до інших і своїх відповідальні ролі в суспільстві (Аналекти 3.3). Конфуцій казав, що розуміння лі повинно інформувати все, що людина говорить і робить (Аналекти 12.1). Він вважав, що підпорядкувати себе Лі не означає придушення своїх бажань, а навчитися узгоджувати їх з потребами своєї сім'ї та ширшої спільноти.
Спонукаючи людей виражати свої бажання в контексті соціальної відповідальності, Конфуцій та його послідовники вчили, що публічне культивування лі є основою добре впорядкованого суспільства (Аналекти 2.3).  Конфуцій навчав своїх учнів, що важливим аспектом Лі є спостереження за практичними соціальними відмінностями, які існують між людьми в повсякденному житті. У конфуціанській філософії ці «п'ять відносин» включають: правитель до керованого; батько до сина; чоловік дружині; старший брат молодшому; і друг другу.
Ren і li мають особливі стосунки в аналектах : li керує стосунками людини з родиною та близькою спільнотою, тоді як ren практикується широко й визначає взаємодію людини з усіма людьми. Конфуцій не вважав, що етичне самовдосконалення означає беззаперечну відданість злому правителю. Він стверджував, що вимоги Рень і Лі означають, що правителі можуть пригнічувати своїх підданих лише на власний страх і ризик: «Ви можете пограбувати три армії їх полководця, але ви не можете позбавити найскромнішого селянина його думки» (Analects9.26). Конфуцій сказав, що морально вихована людина розглядатиме свою відданість любові до інших як місію, заради якої вона буде готова померти (Аналекти 15.8).

### Політична філософія
Політичні переконання Конфуція ґрунтувалися на його вірі в те, що хороший правитель буде самодисциплінованим, керуватиме своїми підданими через освіту та власним прикладом і буде прагнути виправляти своїх підданих з любов'ю та турботою, а не покаранням і примусом. «Якщо людьми керують закони, а однаковість серед них шукають за допомогою покарань, вони намагатимуться уникнути покарання й не матимуть почуття сорому. Якщо ними керує чеснота, а однаковість шукають серед них через практику ритуальної пристойності, вони оволодіють почуттям сорому і прийдуть до вас за власним бажанням» (Аналекти 2.3; див. також 13.6). Політичні теорії Конфуція прямо суперечили легалістичним політичні орієнтації правителів Китаю, і він не зміг популяризувати свої ідеали серед лідерів Китаю за своє життя.
Конфуцій вважав, що соціальний хаос його часу був здебільшого пов'язаний з тим, що правляча еліта Китаю прагнула і претендувала на титули, яких вони були негідні. Коли правитель великої держави Ці запитав Конфуція про принципи доброго правління, Конфуцій відповів: «Хороший уряд полягає в тому, щоб правитель був правителем, міністр був міністром, батько був батьком, а син був сином». (Аналекти 12.11).
Аналіз необхідності виховувати поведінку чиновників, щоб відобразити те, як вони ідентифікують і описують себе, відомий як виправлення імен, і він заявив, що виправлення імен має бути першочерговим обов'язком правителя після вступу на посаду (Аналекти 13.3).). Конфуцій вважав, що, оскільки правитель є зразком для всіх, хто був під ним у суспільстві, виправлення імен має починатися з правителя, а потім інші зміняться, щоб наслідувати його (Аналекти 12.19).
Конфуцій судив про хорошого правителя за його володінням de («чеснота»): свого роду моральною силою, яка дозволяє тим, хто має владу, правити та завойовувати лояльність інших без потреби фізичного примусу (Аналекти 2.1). Конфуцій казав, що один із найважливіших способів, якими правитель культивує своє почуття де, — це відданість правильним практикам лі. Приклади ритуалів, визначених Конфуцієм як важливі для розвитку де правителявключають: обряди жертвопринесення, що проводяться в храмах предків, щоб висловити вдячність і смирення; церемонії нагородження, виголошення тостів і обміну подарунками, які пов'язували дворянство складними ієрархічними відносинами зобов'язань і боргів; і акти формальної ввічливості та пристойності (тобто вклони та поступка), які ідентифікують виконавців як морально вихованих.

### Освіта
Важливість освіти та навчання є фундаментальною темою аналектів. За Конфуцієм, хороший учень поважає слова та вчинки свого вчителя та вчиться на них, а хороший учитель — це хтось старший, хто знайомий із шляхами минулого та практикою давнини (Аналекти 7.22 ). Конфуцій наголошував на необхідності знайти баланс між формальним вивченням та інтуїтивним саморефлексією (Аналекти 2.15). Під час викладання в аналектах ніколи не згадується, що він читає докладні лекції з будь-якої теми, а натомість закликає своїх студентів відкривати істину, ставлячи прямі запитання, цитуючи уривки з класичних творів і використовуючи аналогії (аналекти 7.8). Іноді він вимагав від своїх студентів продемонструвати своє розуміння предметів, роблячи інтуїтивні концептуальні стрибки, перш ніж прийняти їхнє розуміння та обговорити ці предмети на більш глибокому рівні. (Аналекти 3.8)
Його основною метою у навчанні своїх студентів було створення етично добре освічених чоловіків, які б вели себе серйозно, говорили правильно та демонстрували неперевершену чесність у всьому (Аналекти 12.11; див. також 13.3). Він був готовий навчати будь-кого, незалежно від соціального класу, якщо вони були щирими, прагнули й невтомно навчалися (Аналекти 7.7; 15.38). Традиційно йому приписують навчання трьох тисяч студентів, хоча кажуть, що лише сімдесят засвоїли те, що він навчав. Він викладав практичні навички, але найважливішим предметом вважав моральне самовдосконалення.

### Розділи
Традиційні назви, які дають кожному розділу, здебільшого складаються з двох або трьох ініціпітів. У деяких випадках заголовок може вказувати на центральну тему розділу, але недоречно розглядати назву як опис або узагальнення змісту розділу. Розділи в аналектах згруповані за окремими темами, але розділи не розташовані таким чином, щоб нести безперервний потік думок чи ідей. Теми суміжних розділів абсолютно не пов'язані між собою. Центральні теми неодноразово повторюються в різних розділах, іноді в абсолютно однакових формулюваннях, а іноді з невеликими варіаціями.
Розділ 10 містить докладні описи поведінки Конфуція в різних повсякденних справах. Вольтер і Езра Паунд вважали, що цей розділ демонструє, наскільки Конфуцій був простою людиною. Саймон Лейс, який нещодавно переклав « Аналекти» англійською та французькою мовами, сказав, що книга, можливо, була першою в історії людства, яка описує життя окремої історичної особи. Еліас Канетті писав: « Аналекти Конфуція — це найдавніший повний інтелектуальний і духовний портрет людини. Вона вражає сучасну книгу; все, що в ній міститься, і насправді все, чого їй бракує, є важливим».
Розділ 20, «Яо Юе», особливо перший вірш, дивний як з точки зору мови, так і змісту. З точки зору мови текст видається архаїчним (або навмисним наслідуванням архаїчної мови Західного Чжоу) і має певну схожість з мовою промов у Шуцзін. З точки зору змісту, уривок виглядає як попередження Яо Шуню напередодні зречення Яо, що, здається, має лише побічне відношення до Конфуція та його філософії. Крім того, здається, що існують певні проблеми з безперервністю тексту, і вчені припускають, що частини тексту були втрачені в процесі передачі та, можливо, передані з помилками в порядку.  Фрагментарний характер останнього розділу отриманого тексту Лу пояснюється «теорією нарощування», згідно з якою текст Аналектів поступово нарощувався протягом 230-річного періоду, починаючи зі смерті Конфуція і закінчуючи раптово із завоюванням Лу в 249 р. до н.
У межах цих інципітів велика кількість уривків у аналектах починається з формульного ziyue, «Учитель сказав», але без розділових знаків у класичній китайській мові, це не підтверджує, чи те, що слідує за ziyue, є прямим цитуванням справжніх висловлювань Конфуція, чи просто розуміти як «Майстер сказав, що…» і перефраз Конфуція укладачами Аналектів.

## Орієнтація тексту
Важлива засада «Бесід і суджень» вказана у 5:14: на відміну від «Лао-цзи» та «Ґуань-цзи», твір не приділяє увагу космологічним темам. У 1:21 також вказано, що Конфуцій не розмовляв про «надзвичайне» 怪 та «духів» 神. Разом із 6:22 (敬鬼神而遠之, «поважати надприродні істоти, але триматися від них на відстані») це ствердження окреслює виключно гуманістичну та етичну сферу зацікавленості авторів тексту.

## Цитати

### Освіта та етика
- Лише найрозумніші і найдурніші не можуть змінитися (唯上知與下愚不移 — 17:3).
- Людина, яка не думає про те, що може трапитися в майбутньому, обов'язково незабаром зіткнеться з прикрощами.
- Цзи-ґун спитав: «Чи можна все життя керуватися одним словом?» Учитель відповів: «Це слово — взаємність. Не роби іншим того, чого не бажаєш собі» (子貢問曰：「有一言而可以終身行之者乎？」子曰：「其恕乎！己所不欲，勿施於人。」 — 15:24).
- Цзи-ґун сказав: «Те, чого я не хочу, щоб робили мені, я не хочу робити іншим». Вчитель сказав: «Ци! Цього домогтися неможливо!» (子貢曰：「我不欲人之加諸我也，吾亦欲無加諸人。」子曰：「賜也，非爾所及也。」 — 5.11)
- Важко весь день тільки їсти, ні про що не дбати! Хіба немає тому людей, зайнятих азартними іграми і шахами? І хіба ті, хто так чинить, схожі на мудрих? (飽食終日，無所用心，難矣哉！不有博弈者乎，為之猶賢乎已 — 17:22)
- Так як не можна знайти людей, які дотримуються середини в поведінці, доводиться мати справу з людьми або нестриманими, або обережними. Нестримані беруться за все, а обережні уникають нехороших справ.
- З тими, хто вище посередності, можна говорити про високе; з тими, хто нижче посередності, не можна говорити про високе (中人以上，可以語上也；中人以下，不可以語上也 — 6:21).
- Той, хто діє, прагнучи вигоди для себе, викликає велику неприязнь.
- Там, де панує людинолюбство, чудово. Тому коли хто-небудь поселяється там, де немає людинолюбства, хіба він мудрий? (里仁為美。擇不處仁，焉得知？ — 4:1)
- Стріла не обов'язково пронизує мішень, бо сили людей не однакові. Це давнє правило (射不主皮，為力不同科，古之道也 — 3:16).
- Подивившись на вчинки людини, поглянь на їхні причини, встанови, чи викликають вони у нього занепокоєння. І тоді, чи зможе людина приховати, що вона собою являє?
- Не турбуйся про те, що люди тебе не знають, а турбуйся про те, що ти не знаєш людей (不患人之不己知，患不知人也 — 1:16).
- Народ можна змушувати слідувати належним шляхом, але не можна йому пояснити — нащо.

### Багатство та знатність
- Багатство і знатність становлять предмет людських бажань, але шляхетний чоловік ними не користується, якщо вони дісталися незаконним шляхом (富與貴是人之所欲也，不以其道得之，不處也 — 4:5).
- Їсти грубу їжу, пити воду і спати на зігнутому лікті — в цьому теж полягає задоволення (飯疏食飲水，曲肱而枕之，樂亦在其中矣 — 7:16).
- Неправедне багатство, при тому поєднане зі знатністю, для мене подібно швидкоплинній хмарі ().
- Той, хто прагне пізнати правильний шлях, але соромиться поганого одягу та їжі, не гідний того, щоб з ним вести бесіду (士志於道，而恥惡衣惡食者，未足與議也 — 4:9).

### Китайські традиційні концепції
- Людина може зробити великим шлях (дао), яким йде, але шлях не може зробити людину великою (人能弘道，非道弘人 — 15:29).
- Коли ми говоримо про ритуал, чи маємо ми на увазі лише дар яшми і парчі? Коли ми говоримо про музику, чи маємо ми на увазі удари у дзвони і барабани? (禮云禮云，玉帛云乎哉？樂云樂云，鐘鼓云乎哉？ — 17:11)
- Якщо виразити однією фразою сенс трьохсот віршів «Ши цзін», то можна сказати, що в них немає порочних думок (詩三百，一言以蔽之，曰『思無邪』 — 2:2).

### Особистість Конфуція
- Учитель категорично утримувався від чотирьох речей: він не вдавався до пустих роздумів, не був категоричний у своїх судженнях, не проявляв впертості і не думав про себе особисто (子絕四：毋意，毋必，毋固，毋我 — 9:4).
- «У п'ятнадцять років я навернув свої помисли до навчання. У тридцять років я досяг самостійності. У сорок років я звільнився від сумнівів. У п'ятдесят років я пізнав волю неба. У шістдесят років навчився відрізняти правду від неправди. У сімдесят років я став слідувати бажанням мого серця і не порушував ритуалу.»

### Відносини із учнями
- Вчитель сказав: «Раніше я слухав слова людей і вірив у їхні справи. Тепер же я слухаю слова людей і дивлюся на їхні справи. Я змінив свій підхід через Цзай Во».
- Коли Цзай Во спав вдень, вчитель сказав: «На гнилому дереві не зробиш різьби, брудну стіну не зробиш білою. До чого лаяти Во?»
- Я розмовляв з Хуеєм цілий день, і він, як дурень, ні в чому мені не перечив. Коли він пішов, подумав про нього і зміг зрозуміти, що Хуей далеко не дурень.